# Borderline (Madonna)
"Borderline" is een nummer van de Amerikaanse zangeres Madonna. Het nummer verscheen op haar debuutalbum Madonna uit 1983. Op 15 februari 1984 werd het oorspronkelijk uitgebracht als de vijfde en laatste single van het album. In januari 1986 werd het nummer in Europa heruitgebracht op single.

## Achtergrond
"Borderline" is geschreven en geproduceerd door Reggie Lucas. Madonna had al drie nummers voor haar debuutalbum geschreven toen Lucas een van zijn eigen composities naar voren bracht. Madonna was echter niet blij met de opname van het nummer; zij vond dat Lucas te veel instrumenten had gebruikt en geen aandacht had geschonken aan haar ideeën. Toen het album af was, verliet Lucas het project zonder de nummers aan te passen aan de wensen van Madonna. Zij vroeg haar toenmalige vriend John Benitez om "Borderline" en twee andere nummers te remixen.
"Borderline" is opgenomen in februari 1983 en gaat over een liefde die nooit echt vervuld wordt. Het wordt gezien als het beste voorbeeld van de werkrelatie tussen Lucas en Madonna, aangezien Lucas de zangeres aanmoedigde om haar diepste emoties in het nummer te stoppen. De akkoorden in het nummer zijn geïnspireerd door de discomuziek uit Philadelphia in de jaren '70, alsmede door de stijl van Elton John. Het nummer opent met een keyboardintro, gespeeld op een elektrische Fender-Rhodespiano en een synthesizermelodie door Fred Zarr. Basgitarist Anthony Jackson speelt tegelijk met de synthesizerbas van Dean Grant.
"Borderline" werd in thuisland de Verenigde Staten de eerste top 10-hit voor Madonna en piekte uiteindelijk op de tiende positie in de Billboard Hot 100. In Canada kwam de plaat echter niet verder dan de 25e positie, terwijl in het Verenigd Koninkrijk slechts een 56e positie werd behaald. Op 1 januari 1986 werd de single echter opnieuw uitgebracht in Europa toen Madonna in Europa inmiddels een aantal grote hits op haar naam had staan. In het Verenigd Koninkrijk kwam de plaat ditmaal tot de 2e positie in de UK Singles Chart, terwijl in Ierland een nummer 1-notering werd behaald.
In Nederland werd de plaat destijds veel gedraaid op de landelijke radiozenders en werd een grote hit in de destijds twee hitlijsten. De plaat bereikte de 2e positie in de Nederlandse Top 40 en de 3e positie in de Nationale Hitparade. In de Europese hitlijst, de TROS Europarade, werd de 9e positie bereikt.
In België bereikte de plaat de 3e positie in zowel de voorloper van de Vlaamse Ultratop 50 als de voorloper van de Waalse Ultratop 50. In de Vlaamse Radio 2 Top 30 werd de 4e positie bereikt.

## Videoclip
De videoclip van "Borderline" werd opgenomen in Los Angeles tussen 30 januari en 2 februari 1984. Het is de eerste clip van Madonna die werd geregisseerd door Mary Lambert, die later ook de clips voor "Like a Virgin", "Material Girl", "La Isla Bonita" en "Like a Prayer" voor haar rekening nam. In Nederland werd de videoclip destijds op televisie uitgezonden door de popprogramma's AVRO"s Toppop, Countdown van Veronica en Popformule van de TROS.

## Covers
Het nummer werd gecoverd door onder meer Kelly Clarkson, Counting Crows, Duffy, The Flaming Lips met Stardeath and White Dwarfs, Cory Monteith met Lea Michele (in de televisieserie Glee) en Showoff. De versie uit Glee verscheen later op het soundtrackalbum Glee: The Music, The Power of Madonna, terwijl de versie van Showoff op het verzamelalbum Punk Goes Pop stond. Daarnaast werd het in Nederland opgenomen door The Scene voor hun album Rij rij rij.

## Hitnoteringen

### Nederlandse Top 40
| Hitnotering: 15-02-1986 t/m 17-05-1986 | Hitnotering: 15-02-1986 t/m 17-05-1986 | Hitnotering: 15-02-1986 t/m 17-05-1986 | Hitnotering: 15-02-1986 t/m 17-05-1986 | Hitnotering: 15-02-1986 t/m 17-05-1986 | Hitnotering: 15-02-1986 t/m 17-05-1986 | Hitnotering: 15-02-1986 t/m 17-05-1986 | Hitnotering: 15-02-1986 t/m 17-05-1986 | Hitnotering: 15-02-1986 t/m 17-05-1986 | Hitnotering: 15-02-1986 t/m 17-05-1986 | Hitnotering: 15-02-1986 t/m 17-05-1986 | Hitnotering: 15-02-1986 t/m 17-05-1986 | Hitnotering: 15-02-1986 t/m 17-05-1986 | Hitnotering: 15-02-1986 t/m 17-05-1986 | Hitnotering: 15-02-1986 t/m 17-05-1986 | Hitnotering: 15-02-1986 t/m 17-05-1986 |
| Week                                   | 1                                      | 2                                      | 3                                      | 4                                      | 5                                      | 6                                      | 7                                      | 8                                      | 9                                      | 10                                     | 11                                     | 12                                     | 13                                     | 14                                     |                                        |
| -------------------------------------- | -------------------------------------- | -------------------------------------- | -------------------------------------- | -------------------------------------- | -------------------------------------- | -------------------------------------- | -------------------------------------- | -------------------------------------- | -------------------------------------- | -------------------------------------- | -------------------------------------- | -------------------------------------- | -------------------------------------- | -------------------------------------- | -------------------------------------- |
| Positie                                | 32                                     | 15                                     | 5                                      | 3                                      | 2                                      | 2                                      | 3                                      | 4                                      | 6                                      | 10                                     | 12                                     | 20                                     | 29                                     | 39                                     | uit                                    |

### Nationale Hitparade
| Hitnotering: 15-02-1986 t/m 24-05-1986 | Hitnotering: 15-02-1986 t/m 24-05-1986 | Hitnotering: 15-02-1986 t/m 24-05-1986 | Hitnotering: 15-02-1986 t/m 24-05-1986 | Hitnotering: 15-02-1986 t/m 24-05-1986 | Hitnotering: 15-02-1986 t/m 24-05-1986 | Hitnotering: 15-02-1986 t/m 24-05-1986 | Hitnotering: 15-02-1986 t/m 24-05-1986 | Hitnotering: 15-02-1986 t/m 24-05-1986 | Hitnotering: 15-02-1986 t/m 24-05-1986 | Hitnotering: 15-02-1986 t/m 24-05-1986 | Hitnotering: 15-02-1986 t/m 24-05-1986 | Hitnotering: 15-02-1986 t/m 24-05-1986 | Hitnotering: 15-02-1986 t/m 24-05-1986 | Hitnotering: 15-02-1986 t/m 24-05-1986 | Hitnotering: 15-02-1986 t/m 24-05-1986 | Hitnotering: 15-02-1986 t/m 24-05-1986 |
| Week                                   | 1                                      | 2                                      | 3                                      | 4                                      | 5                                      | 6                                      | 7                                      | 8                                      | 9                                      | 10                                     | 11                                     | 12                                     | 13                                     | 14                                     | 15                                     |                                        |
| -------------------------------------- | -------------------------------------- | -------------------------------------- | -------------------------------------- | -------------------------------------- | -------------------------------------- | -------------------------------------- | -------------------------------------- | -------------------------------------- | -------------------------------------- | -------------------------------------- | -------------------------------------- | -------------------------------------- | -------------------------------------- | -------------------------------------- | -------------------------------------- | -------------------------------------- |
| Positie                                | 15                                     | 4                                      | 3                                      | 5                                      | 5                                      | 5                                      | 4                                      | 6                                      | 7                                      | 7                                      | 19                                     | 22                                     | 29                                     | 39                                     | 50                                     | uit                                    |

### TROS Europarade
Hitnotering: 13-02-1986 t/m 26-04-1986. Hoogste notering: #9 (2 weken).

### NPO Radio 2 Top 2000
| Nummer met noteringen in de NPO Radio 2 Top 2000 | '00 | '01  | '02  | '03  | '04  | '05  | '06  | '07 | '08  | '09 | '10  | '11 | '12  | '13 | '14  | '15  |
| ------------------------------------------------ | --- | ---- | ---- | ---- | ---- | ---- | ---- | --- | ---- | --- | ---- | --- | ---- | --- | ---- | ---- |
| Borderline                                       | 911 | 1217 | 1502 | 1530 | 1748 | 1411 | 1877 | -   | 1855 | -   | 1934 | -   | 1882 | -   | 1999 | 1975 |

1. ↑  Een '-' betekent dat het nummer niet was genoteerd en een vetgedrukt getal geeft de hoogste notering aan.
2. ↑  2000 was het eerste jaar met een notering voor dit nummer.
3. ↑  Deze tabel is bijgewerkt tot en met de laatste editie (2024).